# Aphonopelma rothi
Aphonopelma rothi là một loài nhện trong họ Theraphosidae.
Loài này thuộc chi Aphonopelma. Aphonopelma rothi được miêu tả năm 1995 bởi Smith.